# Хероин
Хероинът е полусинтетично производно на опиума, създадено от Феликс Хофман през 1897 г. работил за немската фармацевтична фирма Bayer като болкоуспокояващо средство. Впоследствие се продава масово, докато не става ясно, че предизвиква физическа и психическа зависимост и е забранено поетапно във всички страни, като в Германия е легален до 1971. Дори неколкократно последователно инжектиране на хероин е достатъчно, за да се развие непреодолимо влечение към него при хора с неустойчива психика и проблемен живот. Въпреки съвременните научни постижения в борбата с наркоманията и по-специално с употребата на хероин, по-голямата част от зависимите умират вследствие на свръхдоза вследствие замяна на хероина в уличните дози със вещества с подобен ефект но различна концентрация  , изтощение или заразяване с инфекциозни болести в резултат на ползването на нестерилни игли и спринцовки и лоши жизнени условия .
Хероинът се произвежда за черния пазар чрез процес на преработка на опиума, като първо от опиума се извлича морфин, а после се ацетилира чрез загряване с оцетен анхидрид. Пречистването на получения суров хероин до хидрохлоридна сол дава водоразтворима солна маса под формата на бял или жълтеникав прах.
Хероинът може да се инжектира, пуши или смърка, като най-висок психоактивен и евтин  ефект се постига при венозното приложение за което е нужно най-малко количество , което е и най-опасно поради възможна смърт, причинена от парализа на дихателния център заради свръхдоза. Зависимите често употребяват общи игли и често се заразяват от нелечими или труднолечими заболявания, сред които хепатит C и ХИВ.
Хероинът, още познат като диаморфин (технически диацетилморфин), е опиоид, често използван като наркотик заради еуфоричния си ефект. В медицината обикновено се използва като болкоуспокояващо и се предписва за продължителна употреба като заместител на опиоид. Хероинът най-често се инжектира венозно, но може да се пуши или инхалира. Първоначалният му ефект е бърз и продължава няколко часа.
Най-честите странични ефекти включват респираторна депресия (затруднено дишане). Около една четвърт от употребяващите хероин стават зависими. Други странични ефекти включват абсцеси, инфектирани сърдечни клапи, кръвни инфекции, констипация и пневмония. При продължителна употреба симптомите продължават часове след последната употреба. При венозно инжектиране хероинът има два до три пъти по-силен ефект от същата доза морфин, като причината е, че преминава по-лесно кръвно-мозъчната бариера заради ацетилирането – подход, употребен пак от Bayer при аспирина (ацетилсалицилова киселина). Думата хероин (heroine) се явява и запазена търговска марка на Bayer, тъй като хероинът е синтезиран от техния служител Феликс Хофман. Най-често е под формата на бял или кафяв прах.
Лечението на зависимост от хероин често включва поведенческа терапия и медикаменти. Използваните медикаменти могат да бъдат метадон или налтрексон, като действието им е в различни посоки. Хероинова свръхдоза се третира с налоксон. Изчислено е, че около 17 млн. души използват опиоиди, като хероин, което е довело до смъртта на 122 000 души през 2015 г. В САЩ около 1,6% от населението е употребявало хероин през някакъв момент от живота си.
Хероинът първоначално е създаден от Алдер Райт през 1874 г. от морфин, натурален продукт от опиев мак. Световно хероинът се контролира от График I и Iv на Единната конвенция за наркотичните вещества. Незаконно е да се произвежда, притежава или продава хероин без лиценз. През 2015 г. Афганистан е произвел 66% от световния опиум. Често хероинът, който се продава незаконно, се смесва с други вещества като захар или стрихнин.

## Действие
Хероинът е силно пристрастяващ и има най-жестоките абстинентни симптоми от всички наркотици. В най-чистата си форма хероинът е бял прах, известен във фармацевтиката като диацетилморфин или диаморфин. Може да се гълта (с почти нулев ефект, тъй като по-голямата част от наркотика се унищожава в стомаха), смърка, пуши или инжектира. Дрогираният с хероин получава пристъп на удоволствие, физическо отпускане и общ болкоуспокояващ ефект. Хероинът е депресант, атакуващ централната нервна система. Той предизвиква прилив на ендорфини – вещества с болкоуспокояващ и предизвикващ удоволствие ефект, произвеждани от човешкото тяло. Те имат сходна структура със синтетичните опиати. При инжектирането (и почти толкова бързо при пушенето) интоксикираният незабавно бива обливан от вълна на силно удоволствие, понякога сравнявана със сексуален оргазъм, която постепенно затихва и преминава в приятно отпускане, сънливост, чувство за защитеност и топлина, в което няма място за страхове и тревоги. Тялото субективно е тежко и топло, съзнанието се изпълва с оптимистични, уверени мисли и остава активно. Често обаче се изпада в състояние на ступор вследствие от свръхдоза. Човекът привиква към хероина, защото му харесва начинът, по който той го кара да се самоосъзнава. Психически той е некритичен както към околните, така и към себе си, към средата, в която живее, и към своето поведение.
Отказването от наркотика първоначално не е свързано толкова с присъщите му качества, колкото с мисълта на потребителя, че отново ще трябва да се изправи срещу реалността. Друг проблем, свързан с хероина, е бързото увеличаване на толерантността, което води до увеличаване на дозата в търсене на усещане, подобно на полученото при „първия път“. Репутацията на хероина като наркотик-убиец съществува по много причини, като най-значимо е отношението между ефективната доза (тази, която предизвиква субективния ефект) и смъртоносната доза. Периодът, през който употребяващият може да се наслади на удоволствието, е сравнително кратък. За да поддържа това приятно усещане, организмът започва да се нуждае от все по-големи дози (толеранс), което в много случаи довежда до свръхдозиране, наркотично отравяне и смърт.

## Употреби

### Като наркотик
Използва се като наркотик заради еуфорията, която предизвиква. Антропологът Майкъл Агар описва хероина като „перфектната дрога за ей така“. Привикването към хероина става бързо и съответно е необходимо да се увеличават дозите, за да се постигне същият ефект. Популярността му сред „потребителите“ е по-голяма в сравнение с морфина поради по-различните ефекти. В частност, потребителите съобщават за интензивен прилив на енергия, силно състояние на еуфория, което се появява, когато диаморфинът се превърне в 6-моноацетилморфин и морфин в мозъка. Някои вярват, че хероинът предизвиква най-голяма еуфория сред опиодите, като едно от възможните обяснения е присъствието на 6-моноацетилморфин, съединение, уникално за хероина, но много по-вероятно обяснение е бързината на появяване на първоначалните ефекти. Докато другите наркотици образуват само морфин, хероинът също образува и 6-моноацетилморфин – психоактивно вещество. Въпреки това клиничните изследвания не подкрепят тази теория. При инжектирането на еднакви количества хероин и морфин на хора с минали пристрастявания към опиоиди, резултатите не показват предпочитания към единия наркотик спрямо другия. Нямало никаква разлика между усещанията за еуфория, амбиция, нервност, релаксация или сънливост на субектите.
Краткосрочни изследвания на пристрастяването от същите изследователи показват, че толерантността се развива със същата скорост при хероин и морфин. Сравнено с опиоидите хидроморфон, фентанил, оксикодон и петидин, бившите наркозависими показват силно предпочитание към хероина и морфина, предполагайки, че и двете вещества са особено податливи на злоупотреба и пристрастяване. Също така морфинът и хероинът по-често водят до еуфория и други позитивни ефекти в сравнение с гореизброените опиоиди.

### Медицинска употреба
В САЩ хероинът не се употребява като медицинско средство.
Под общопознатото име диаморфин, хероинът се изписва като силно болкоуспокоително в Обединеното кралство, където се инжектира подкожно, интрамускулно, интратекално или венозно. Употребява се при лечение на силна болка, като при физични травми, инфаркт на миокарда, следоперативна болка и хронична болка, включително при крайни стадии на рак и други неизлечими заболявания. В другите държави по-често се използва морфин или други силни опиоиди в тези ситуации. През 2004 г. Националния институт за здраве и клинични постижения препоръчва интратекално или епидурално използване на диаморфин за облекчаване на постоперативна болка след Цезарово сечение.
Диаморфинът се използва широко за палиативна грижа в Обединеното кралство, където често се бие подкожно, ако пациентът не може да погълне разтвор на морфин. Предимството на диаморфина пред морфина е, че се разтваря по-лесно в мазнини и следователно е по-ефикасен при инжектиране, което означава, че са необходими по-малки дози за облекчаване на болката. И двата фактора са предимство, когато е необходимо да се инжектират подкожно високи дози опиоид, което е често срещано при палиативната грижа.

### Поддържаща терапия
Редица страни от ЕС, включително и Обединеното кралство, позволяват предписването на хероин на хероинозависими.
Диаморфин често се използва като поддържащо лекарство за наркозависими, най-често за дългогодишни потребители на хероин интравенозно. Предписва се само след продължителни неуспешни методи за лечение. Въпреки че този метод е оспорван от привържениците на политиката на никаква толерантност към наркотиците, доказано е, че хероинът превъзхожда метадона в подобряването на социалната и здравната среда на пристрастения.
През 1994 в Швейцария е започнала експериментална програма с диаморфин за потребители, които многократно са отпадали от други програми. Целта на този експиремент е била да се поддържа здравето на потребителите чрез избягване на медицинските проблеми произтичащи от незаконната употреба на диаморфин. Първият опит през 1994 година е включвал 340 потребители, а по-късно те са се увеличали до 1000 поради доказания успех на програмата.
Опитите доказали, че използването на терапия с диаморфин превъзхожда другите методи за лечение при подобряването на социалната и здравната ситуация на дадената група пациенти. Също така е показано, че спестява пари, въпреки високи разходи на лечението, тъй като значимо намалява разходите за опити, здравни интервенции и борба с престъпността. Пациентите се появяват два пъти дневно в центъра, където си инжектират необходимата дози диаморфин под наблюдението на медицинския персонал. Те са задължени да заплатят около 450 Швейцарски франка на месец за лечението. Националният референдум през 2008 година показва че 68% от гласуващите са съгласни с тази програма. Успехите на Швейцарските експерименти карат германски, датски и канадски градове да опитат свои програми с диаморфин.
От януари 2009 година Дания е предписала диаморфин на няколко наркозависими, след като са опитали метадон и субутекс без успех. Започвайки през февруари 2010 зависимите в Копенхаген и Оденсе стават подходящи за получаване на безплатен диаморфин. Предполага се, че около 230 зависими ще могат да получават безплатен диаморфин. От изчислените 1500 наркозависими, които не са се възползвали от тогавашните лечения, около 900 не попадали в целевата група за лечението чрез инжектиране на диаморфин, или заради „масово използване на наркотици, които не са опиоиди“ или поради нежеланието да се лекуват чрез инжектиране на диаморфин.

## Начини на приемане
Първоначалния ефект от хероина зависи от начина на приемане. Проучванията показват, че субективното удоволствие от употребата на хероин е пропорционална на повишаването на нивото на наркотика в кръвта. Интравенозните инжекции са най-бързият метод за приемане на наркотика, водейки до бързо повишаване на концентрацията му в кръвта. Следват чрез пушене, свещичка (анална или вагинална), инсуфлация (шмъркане) и чрез поглъщане.
Големи дози диаморфин могат да причинят фатална респираторна депресия и наркотика често е използван за убийства и самоубийства. Серийният убиец Харолд Шипман е използвал дие морфин за своите жертви, както и Джон Бодкин Адамс, който е известен с използването на хероин като оръжие, което е довело до затягане на мерките за поддържане на складовете, предписване и унищожаване на лекарства.
Тъй като толерантността към респираторната депресия се повишава при продължителната употреба на веществото и после рязко спада при приключване на употребата, често е трудно да се прецени дали свръхдозата е била инцидент, убийство или самоубийство.

### Перорално
Пероралната употреба на хероин е по-рядко срещана, тъй като ефектите са по-малко ефикасни. Хероинът изцяло се превръща в морфин в резултат на деацетилирането при поглъщане. Оралната бионаличност на хероина е зависима от дозата и значително по-висока при перорална употреба на морфин, достигайки до 64,2% за високи дози и 45,6% за ниски дози. Максималната плазмена концентрация на морфин след пероралната употреба на хероин е около два пъти по-висока от тази при употреба на морфин. 

### Инжектиране
Инжектирането е популярен метод, който води до по-големи рискове в сравнение с другите методи на приемане. Хероиновата база, когато е приготвена за инжектиране, се разтваря във вода само когато е смесена с киселина и е загрята. Хероинът по източното крайбрежие на САЩ най-често се намира под формата на хидрохлоридна сол, изискваща само вода, за да се разтвори. Потребителите най-често го инжектират в леснодостъпните вени, но с времето тези вени стават негодни и потребителите започват да използват по-опасни части на тялото като фемуралната вена на слабините. Потребителите, които използват този метод често развиват дълбока венозна тромбоза.
Дозата хероин, която се използва от наркозависивите, варира от степента на пристрастяване и е между 5 и 30 mg при първоначалната употреба и може да достигне до стотици милиграми на ден при утвърдени зависими. Като при инжектирането на всички наркотици, споделянето на обща игла, която не е стерилизирана, кръвно-предаваните болести като ХИВ и хепатит могат да бъдат предадени. Употребата на общ диспенсър на вода за приготвянето на инжекцията, както и споделянето на лъжици и/или филтри също може да доведе до заразяване с болести, предавани по кръвен път. Някои държави днес осигуряват малки стерилни лъжици и филтри за еднократна употреба, за да ограничат разпространението на зарази.

### Пушене
Пушенето на хероин се свързва с вдишването на изпаренията, а не на дима при горенето. Често се пуши чрез стъклени тръби или електрически крушки. Също така може да се пуши и от алуминиево фолио, което нагрят под пламък и получените изпарения се вдишват през тръбичката. Този метод е познат още като „преследване на дракона“.

### Инсуфлация
Друг популярен метод за приемане на хероин е инсуфлацията (шмъркане), при който потребителя счуква хероина на прах и после го вдишва през носа, където хероинът се абсорбира през меките тъкани на лигавицата и на синусовата кухина и от там отива директно в кръвта. Този метод се характеризира с по-бърз първоначален ефект и по-висока бионаличност от колкото пероралното приложение, но продължителността на процеса е по-кратка. Този метод е предпочитан от потребители, които не искат да приготвят хероин за инжекция или пушене, но искат бърз първоначален ефект. Шмъркането на хероин става нежелано след като хероинът е бил инжектиран. Потребителят все пак ще усети ефект, но той ще бъде много по-бавен тъй като абсорбирането на хероина през носа става по-бавно, от колкото чрез директното му инжектиране в кръвта.

## Неблагоприятни ефекти
Както повечето опиоиди, чистият хероин не причинява много дългосрочни усложнения, различни от констипация и зависимост. Чистотата на уличния хероин варира, което води до свръхдози, когато потребителя използва по-чист хероин, от колкото е свикнал.
Интравенозната употреба на хероин (както и на всички други субстанции) с игли и спринцовки може да доведе до:
- Заразяване с болести по кръвен път, като ХИВ и хепатит, поради споделянето на игли
- Заразяване с бактериален или гъбичен ендокардит и вероятност за венозна склероза
- Абсцеси
- Отравяне с разредители, добавяни към „подобрения“ хероин
- Намалена функция на бъбреците

Много държави и местни правителства са започнали програми за осигуряване на стерилни игли за хората, които използват наркотици, за да намалят рисковете от зараза, особено на болестите, предавани по кръвен път. Съобщено е, че до 75% от новите случаи на СПИН сред жените и децата са косвено или директно свързани с употребата на наркотици чрез инжектиране.
Антрополозите Филип Буржоа и Джеф Шонбег работят десетилетия сред бездомници, използващи хероин и кокаин, в Сан Франциско и публикуват своето изследване през 2009. Те съобщават, че афроамериканците, които наблюдават предпочитат да си инжектират хероина директно във вените, въпреки че подкожното е много по-широко разпространен метод: „До средата на нашата работа, повечето бели се бяха отказали от търсенето на здрави вени и си биеха хероина подкожно. Те забиваха иглите повърхностно, често през тяхното облекло, в мастната си тъкан.“ Буржоа и Шонбърг описват как културните различия между афроамериканците и белите водят до тази различни поведения, и също посочват как два различни метода на инжектиране водят до различни здравни рискове. При подкожното инжектиране най-честият страничен ефект са абсцесите, а при директното инжектиране по-често води до фатална свръхдоза или инфектиране с хепатит С или ХИВ.
Малък процент от пушещите хероин могат да развият симптоми на токсична левкоенцефалопатия. Причината все още не е открита, но една от спекулациите е, че проблемът е причинен от рядка добавка, която се активира при нагряване. Симптомите включват забавена реч и трудности в ходенето.
Кокаинът понякога се смесва с хероин. Кокаинът действа като стимулант, докато хероинът действа като депресант. Взаимното им употреба причинява бърз прилив на еуфория, който комбинира ефектите от двата наркотика, като изключва негативните ефекти като тревожност и седация. Ефектите от кокаина изчезват по-бързо от тези на хероина и ако се използва повече хероин, за да компенсира за кокаина, крайният резултат може да бъде фатална респираторна депресия.

## Отказване
Абстиненцията от хероин може да започне между 6 и 24 часа след последната употреба на наркотика, като тази времева рамка може да варира в зависимост от толерантноста, която е развита и дозата, която е употребявана. Симптомите могат да включват потене, физическо неразположение, тревожност, депресия, акатизия, приапизъм, свръх чувствителност на гениталите при жените, общо чувство за тежест, повишено прозяване или кихане, сълзотечение, ринореа, проблеми със съня (инсомния), студена пот, тръпки, значителни мускулни и костни болки, гадене, повръщане, диария, крампи, водни очи, треска и недоброволни спазми в крайниците.

## Свръхдоза
Хероиновата свръхдоза обикновено се лекува с опиоиден антагонист като налоксон или налтрексон. Те обръщат ефекта от хероина и причиняват незабавно връщане в съзнание, но могат да предизвикат и симптоми на абстиненция. Действието на налоксона е кратко и трябва да се приема няколко пъти, докато опиоидът е напълно изгорен от организма.
В зависимост от дозата, метода на приемане и други фактори смъртта от свръхдоза може да продължи няколко минути до няколко часа. Смъртта най-често настъпва вследствие на недостиг на кислород в резултат на затрудненото дишане, причинено от опиоида.
Хероиновата свръхдоза може да възникне вследствие на повишаване на дозата, използване на по-чиста субстанция или променена толерантност към опиоида. Въпреки това, повечето свръхдози са причинени вследствие, но употребата на хероин с други депресанти като алкохол или бензодиазепини. Също трябва да се отбележи, че голяма част от смъртта, причинена от хероин е свързана със страничните ефекти гадене и повръщане, тоест смъртта е причинена от вдишване на повръщано по време на безсъзнание. Потребителите, които употребяват хероин, не могат да предвидят чистота на хероина и следователно не могат да изчислят дозата, която вземат. Също така толерантността намалява след дълъг период на невзимане на наркотика. Ако потребителят вземе доза спрямо предишния път, това може да доведе до свръхдоза. Смята се, че част от смъртта свързана с хероин е причинена от алергична реакция към хинина, който се използва за разреждане на хероина.

## История
Опиумният мак е култивиран в Месопотамия около 3400 г. пр.н.е. Химичният анализ на опиума през XIX век разкрива, че неговото действие може да се припише на два алкалоида, кодеин и морфин.
Първоначално диаморфинът е синтезиран през 1874 година от Алдър Райт, английски химик, работещ в Лондон. Той експериментирал с комбинирането на морфин с различни киселини.
Изобретението на Райт не е доведено до последващи подобрения и диаморфинът е станал популярен едва след 23 години, когато е бил независимо синтезиран от друг химик, Феликс Хофман. Хофман, докато работел за фармацевтичната компания Байер, бил инструктиран от своя супервайзър Хайнрих Дресер да ацетилира морфин с цел да произведе кодеин, съставна част на опиевия мак, фармакологично подобен на морфина, но с по-малка ефективност и по-малко пристрастяващ. Вместо това, експериментът произвел форма на морфина, която има един и половина до два пъти по-голяма ефективност от морфина. Ръководителят на изследователския отдел на Байер измислил предполагаемо ново име на лекарството – хероин, което произлиза от немската дума heroisch, която означава „героичен, силен“. Учените на Байер не са били първите, които синтезират хероин, но те откриват методи за негото произвеждане и Байер започва комерсиализацията на опиоида.
От 1898 до 1910 година диаморфинът е бил познат под търговското си наименование хероин като неводещ до пристрастяване заместител на морфина и потисник на кашлицата.
В САЩ през 1914 година предписването и продажбата на морфин става възможно. През 1924 година, Щатският конгрес забранява продажбата, внасянето или производството му. Незаконно да се употребява за немедицински цели.
Здравният комитет на ОН забранява диацетилморфина през 1925 година, въпреки че отнема повече от 3 години наредбата да се изпълни. Междувременно, първите дизайнерски наркотици са направени в огромни количества, за да се задоволи световните нужди от диацетилморфин, но това продължило до 1930 година, когато Комитетът забранил всякакви аналози на диацетилморфин с нетерапевтично предимство пред други лекарства, които вече се използват.

## Общество и култура

### Азия
В Хонг Конг, диаморфина се регулира под Приложение 1 на Хонгконгския Закон за лекарствата и наркотиците. Достъпен е при предписание. Всеки, който притежава диаморфин без валидна рецепта може да бъде глобен $10 000. Наказанието за трафик или производство на диаморфин е $50 000 глоба и доживотен затвор. Притежанието на диаморфин без лиценз е незаконно и се наказва с $10 000 глоба и/или 7 години затвор.

### Европа
В Холандия диаморфин се предписва според строги закони само за дългогодишни наркомани, за който терапията с метадон не е била от помощ. Не се използва за лечение на болка или заболявания.
В Обединеното кралство, диаморфина се предписва, въпреки че е ограничен. Диаморфин може да се използва за лечение на силна болка, инфаркт на миокарда, белодробен оток и хронична болка. Лечението на хронична болка трябва да бъде наблюдавано от супервайзър – специалист. Когато се използва за палиативна грижа при раково болни, диаморфина се инжектира.
Притежанието на диаморфин без предписание е причина за арест. Когато диаморфин се предписва в болнично заведение, употребата му трябва да бъде наблюдавано от двама души, които трябва да подпишат формуляр за контролиране на лекарствата и да опишат името на пациента, количеството, датата и метода на приемане. Причината за тази разпоредба е да се осигури, че предписания диаморфин няма да отиде на черния пазар.
От съображения за безопасност, много болници в Англия само позволяват приемането на интравенозев диаморфин в определени зони. В практиката това често означава критични отделения, отделение за спешна и неотложна помощ, операционни зали от анестезиолог или медицинска сестра анестезиолог или други такива места, където внимателното наблюдение и подкрепа от висши служители е непосредствено на разположение. Въпреки това употребата на диаморфин е позволена на други места, но по други методи. Това включва подкожно и мускулно, като тези методи се позволяват и в дома при терминално болните, за да контролират болката.

### Австралия
В Австралия употребата на диаморфин е забранена

### Северна Америка
В Канада диаморфинът е контролирана субстанция. Всеки човек, който търси или притежава диаморфин, без да притежава притежание се смята за виновен и се наказва със затвор. Притежанието на диаморфин с цел трафик се наказва с доживотен затвор.
В САЩ диаморфинът се контролира от 1970 и е незаконен за притежание без лиценз. Притежанието на повече от 100 грама диаморфин или смес, която съдържа диаморфин се наказва с минимална присъда от 5 години във федерален затвор.

## Трафик и произвеждане
Трафикира се световно, като най-голям производител е Афганистан. Според проучване, спонсорирано от ООН през 2004, Афганистан произвежда 87% от световния диаморфин. Афганистанския опиум убива около 100 000 души годишно.
Опиев мак се произвежда най-много в Афганистан и в Югоизточна Азия, особено в региона познат като Златния триъгълник, обхващащ Бирма, Тайланд, Виетнам, Лаос и Юнан, провинция в Китай. Култивират се опиеви макове и в Пакистан, Мексико и Колумбия. Смята се, че мнозинството от консумирания хероин идва от Мексико и Колумбия. Според канадската полиция, 90% от хероина в Канада идва от Афганистан. Пакистан е дестинация за 40% от опиатите произведени в Афганистан, други дестинации са Русия, Европа и Иран.

## Намаляване на вредите
Намаляването на вредите е обществена здравна философия, която се опитва да намали вредите свързани с употребата на диаморфин. Един от аспектите на намаляването на вредите инициира фокусирането към индивидуалните потребители. Това включва насърчаване на по-безопасни методи на приемане на наркотика, като пушене, шмъркане, перорално или ректално. Прави се с цел да се намалят рисковете от свръхдоза, инфекции и болести, предавани по кръвен път. Други мерки включват използването на малки количества от наркотика, за да се определи чистотата му и да се намали риска от свръхдоза. Поради същата причина не се препоръчва употребата на няколко наркотика заедно. Препоръчва се инжектирането на диаморфин да става с нови игли, спринцовки, лъжици и филтри, всеки път, когато се инжектират и да не ги споделят с други. Също се препоръчва, потребителите да го използват заедно, за да си помогнат в случай на свръхдоза.
Правителствата, които подкрепят намаляването на вредите обикновено финансират програми за обмяна на игли и спринцовки, като осигуряват нови игли и спринцовки, както и образование по отношение на правилното филтриране преди инжектиране, по-безопасни техники на инжектиране, безопасно изхвърляне на използваните предмети.
Други мерки за намаляване на вредите в Европа, Канада и Австралия са наличието на места за безопасно инжектиране, където потребителите могат да се възползват от медицински лица. Тези места се намират на достъпни за наркомани места. В Обединеното кралство има закон, според който, ако е арестуван човек, за който се смята, е има проблем с наркотиците му се предлага да влезе в програма за лечение. Това драстично е намалило престъпността в района, тъй като индивидите арестувани за кражба заради наркотици са имали възможността да получават метадон безплатно. Този аспект от мерките за намаляване на риска е бил ползотворен и за наркоманите и за обществото като цяло, тъй като намалява риска от извършване на обири.
През 80-те и 90-те години на ХХ век, Швейцарските власти започват програма за раздаване на безплатни спринцовки на места, където се събират наркомани. През 1994 година, Цюрих започва програма, която позволява на наркозависими да получават и да си инжектират хероин под медицинско наблюдение, като част от програми за намаляване на вредите. Това било ползотворно за обществото и подобрило общата здравна и социална стабилност, вследствие на което и представена на много други европейски държави.